# جون بليك (ضابط)
جون يونغ فيلمور بليك (بالإنجليزية: John Blake)‏ أو المعروف أيضًا باسم جون بليك هو جندي أمريكي من أصل إيرلندي وكاتب عسكري. وُلد في 6 أكتوبر 1856، في بوليفار بولاية ميزوري بالولايات المتحدة، وتُوفي في 24 يناير عام 1907 في مدينة نيويورك. كان جون من المناصرين العلنيين لمقاومة الإمبريالية البريطانية في جميع أنحاء العالم وحارب كمتطوع أجنبي لجمهوريات البوير خلال حرب البوير الثانية.

## حياته المُبكرة
بعد ولادته، سرعان ما انتقلت عائلة جون إلى مقاطعة دينتون بولاية تكساس. نشأ جون هناك وترعرع وسط المواشي وتعلم ركوب الخيول. أرسله والده إلى جامعة أركنساس في فايتيفيل في عام 1871. بعد التخرج بوقت قصير، حصل على مقعد في الأكاديمية العسكرية الأمريكية في ويست بوينت في عام 1876. بعد تخرجه من الأكاديمية في يونيو عام 1880، بدأ جون مهنته العسكرية، وتم تعيينه كملازم ثان في سلاح الفرسان الأمريكي السادس المتمركز في أريزونا. خدم تحت قيادة الجنرال ويلكوكس والجنرال كروك والجنرال مايلز أثناء حروب أباتشي. كان معروفًا بزعيم مغناطيسي لا يعرف الخوف، في وقت من الأوقات كان يسرق القطعان من أباتشي. بعد استقالته من الجيش في عام 1889، انتقل جون إلى جراند رابيدز بولاية ميشيجان ليصبح رجل أعمال، حيث أرادت زوجته وأسرته أن يستقروا. وبعد حوالي 5 سنوات، سرعان ما اكتشف أن حيل التجارة كانت عميقة للغاية بالنسبة له وانطوت على رغبته في المغامرة، وتوجه إلى جنوب أفريقيا للتنقيب عن الذهب.

## حرب البوير
أثناء وجوده في جنوب إفريقيا، انخرط جون بعمق في حرب البوير الثانية، حيث قاد الفيلق الأمريكي الأيرلندي في شيكاغو، المعروف باسم اللواء الأيرلندي ضد البريطانيين. عاد إلى الولايات المتحدة بعد الحرب، واستُقبل كالأبطال وألقى المحاضرات. نُشرت مذكرات من تجربته في جنوب أفريقيا بعنوان مؤشر الغرب مع البوير. يُنظر إلى مذكرات بليك على أنها عرض بالغ الأهمية لدوافع وأعمال بريطانيا العظمى، لا سيما في دعمها لسيسيل رودس. كما علّق على سوء معاملة البريطانيين للأفارقة السود والأفارقة على حد سواء وشرف وحشمة البوير الحزبيين في الدفاع عن حريتهم وعائلاتهم.
حيا العائلية
تزوج جون من سنكلير تشيتي وأنجبا توماس بليك الابن.
وفي عام 1885 تزوج جون من كاثرين يوفراسيا ألدريتش في غراند رابيدز بينما كان لا يزال في الخدمة. عاش الزوجان معًا في مقر الضباط في فورت ليفنوورث، حيث وُلد أول ابن جون ألدريش بليك في 6 نوفمبر 1885. وفي عام 1888، أقنعته كاثرين وهي حامل بنجل جون الثاني، بالاستقالة من الجيش والعودة إلى غراند رابيدز. وافق جون وفي 19 سبتمبر 1889 وُلد ليديارد بليك.

## وفاته
عُثر على جون ميتًا في منزله في هارلم بمدينة نيويورك من الاختناق الغاز في 24 يناير عام 1907. وكان يرعى في السابق صديقًا مريضًا لمدة 3 أيام. قالت بعض المصادر إن الوفاة كانت عرضية، بينما وصفها آخرون بالانتحار. ودُفن في ويست بوينت، نيويورك.